# 豊國範

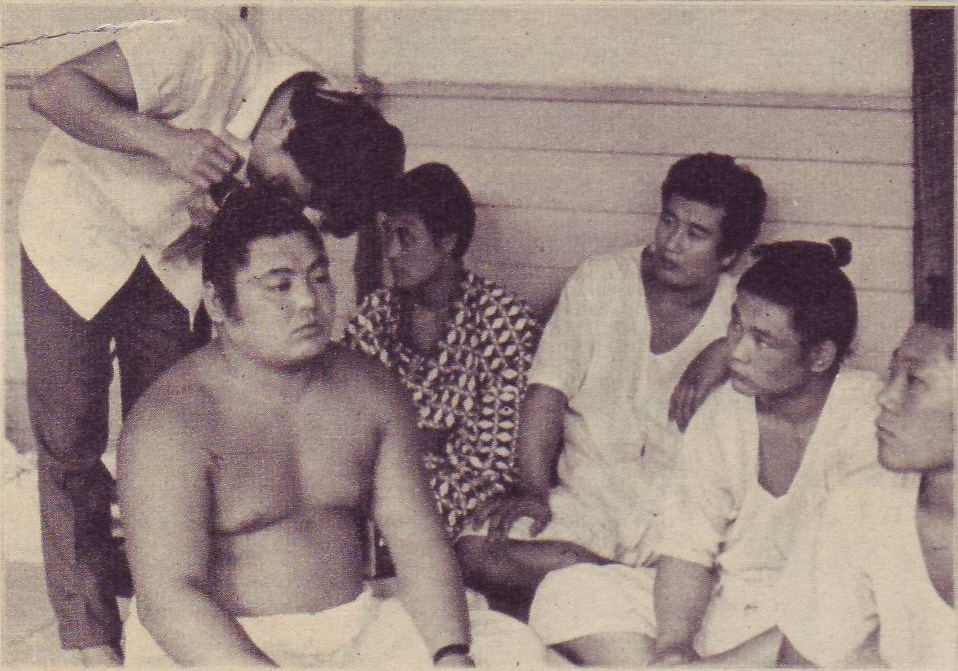
髷を結ってもらう、十両3場所目の大塚（豊國）。右から3人目は内田勝男（のち豊山）（1961年夏場所）

豊國 範（とよくに すすむ、1937年11月30日 - 2022年2月23日）は、大分県中津市出身（出生地は滋賀県、もしくは朝鮮民主主義人民共和国平安北道（旧朝鮮平安北道））で時津風部屋に所属した大相撲力士。本名は大塚 範（おおつか すすむ）。最高位は東張出小結（1962年5月場所）。現役時代の体格は176cm、131kg。得意手は左四つ、寄り、突き、押し、内掛け。

## 来歴・人物
大分県立中津南高等学校から中央大学に進学し、同大学の相撲部では、主将を務めるなど活躍した。在学中の1960年、周囲の反対を押し切って、同郷の元横綱・双葉山が率いる時津風部屋に入門。同年5月場所に於いて、幕下付出で初土俵を踏んだ。
学生相撲出身者の角界入りは、紅陵大学（現・拓殖大学）出身の吉井改め吉井山（出羽海部屋、最高位・前頭11枚目）以降も、幾人かあった。しかしデビューの場所で幕下に付け出されたのは、その吉井山以来、12年ぶりの事例であった。同場所では、8戦全勝（同場所限りで、幕下以下は1場所7番となる）という好成績を挙げていきなり幕下優勝を飾っている。
1960年11月場所後、十両に昇進。そこでも順調に勝ち進み、翌年11月場所で新入幕を果たした。そして、入幕を機に「大塚」から、郷里・大分県の旧称・豊後（もしくは、中津市付近の県北部一帯も含まれる豊前）に因んだ「豊國」へ四股名を改めた。
ただし、この四股名をつける上で師匠の時津風親方へは井筒親方（元前頭2・鶴ヶ嶺）から「時津風親方は知っているはずだが、先代の豊國（昭和初期に活躍した大関・豊國福馬）は井筒部屋所属であり、元々の系統が違う部屋（現在では同じ時津風一門だが、元はといえば井筒部屋は開祖の初代西ノ海が現役時代に高砂部屋に所属し、時津風部屋は開祖の双葉山が現役時代に立浪部屋に所属していたため源流が異なっている）でこの名を襲名するとはどういう事なのか?」と苦情が入った。
結局両親方の話し合いの結果あくまでも本人の故郷に因んだものであり、四股名を奪う意図が無い事が認められ井筒親方の許しが出たので、襲名問題は解決。
一方で、相撲を取りながら学業の方もちゃんとこなし、同年3月無事に大学を卒業している。
突き押し相撲に長けていて、上位陣もしばしば倒した。最高位の小結は1場所務めただけであったが、長く幕内にあった。大鵬からの3個を含み、金星を7個獲得しているが、金星を挙げた場所はいずれも負け越している。1962年3月場所で敢闘賞を獲得。1965年には角界拳銃密輸事件で、大鵬や柏戸らと共に書類送検されている。1967年1月場所で技能賞を獲得している。
1967年11月場所後、連続37場所務めた幕内から十両に陥落。翌場所では初日から不振に喘ぎ、7日目を終えて1勝も挙げられなかった。8日目には休場届を提出し、同場所終了後、現役を引退。
年寄名跡を取得していなかったため、引退後は角界に残らなかった。
以降は実業家に転身し、大分市内で相撲料理店「ちゃんこ豊国」の他、民芸茶屋やパブなどを経営した。また、これらを一括運営する、「有限会社 豊国」の代表者も務めている。
なお、相撲料理店「～豊国」は、2013年5月31日を以て閉店した。

## 主な成績・記録
- 通算成績：318勝336敗20休 勝率.486
- 幕内成績：249勝293敗13休 勝率.459
- 現役在位：47場所
- 幕内在位：37場所[1]
- 三役在位：1場所（小結1場所）
- 三賞：2回
  - 敢闘賞：1回（1962年3月場所）
  - 技能賞：1回（1967年1月場所）
- 金星：7個（大鵬3個、佐田の山2個、柏戸1個、栃ノ海1個）
- 各段優勝
  - 十両優勝：1回（1961年9月場所）
  - 幕下優勝：1回（1960年5月場所）

### 場所別成績
| | 一月場所 初場所（東京） | 三月場所 春場所（大阪） | 五月場所 夏場所（東京） | 七月場所 名古屋場所（愛知） | 九月場所 秋場所（東京） | 十一月場所 九州場所（福岡） |
| --- | ----------------------- | ----------------------- | ----------------------- | --------------------------- | ----------------------- | --------------------------- |
| 1960年 （昭和35年） | x                       | x                       | 幕下付出85枚目 優勝 8–0 | 西幕下9枚目 5–2             | 東幕下4枚目 5–2         | 西幕下筆頭 5–2              |
| 1961年 （昭和36年） | 東十両18枚目 10–5       | 西十両8枚目 6–9         | 東十両12枚目 9–6        | 西十両6枚目 9–6             | 東十両3枚目 優勝 12–3   | 西前頭9枚目 8–7             |
| 1962年 （昭和37年） | 西前頭7枚目 11–4        | 西前頭2枚目 9–6 敢      | 東張出小結 4–11         | 西前頭6枚目 9–6             | 東前頭2枚目 5–10        | 東前頭7枚目 4–11            |
| 1963年 （昭和38年） | 東前頭13枚目 7–8        | 西前頭13枚目 8–7        | 西前頭10枚目 6–6–3      | 東前頭14枚目 7–8            | 東前頭15枚目 11–4       | 東前頭4枚目 7–8 ★           |
| 1964年 （昭和39年） | 東前頭5枚目 6–9         | 東前頭8枚目 8–7         | 西前頭4枚目 4–11        | 東前頭11枚目 11–4           | 東前頭2枚目 4–11 ★      | 西前頭9枚目 6–9             |
| 1965年 （昭和40年） | 東前頭12枚目 8–7        | 西前頭8枚目 10–5        | 西前頭2枚目 3–12 ★      | 西前頭8枚目 9–6             | 西前頭4枚目 9–6         | 西前頭筆頭 6–9              |
| 1966年 （昭和41年） | 東前頭4枚目 8–7         | 東前頭3枚目 4–11 ★      | 西前頭5枚目 10–5        | 西前頭筆頭 0–5–10           | 西前頭9枚目 10–5        | 西前頭筆頭 5–10 ★           |
| 1967年 （昭和42年） | 東前頭4枚目 9–6 技      | 東前頭筆頭 3–12         | 東前頭9枚目 10–5        | 東前頭2枚目 5–10 ★          | 東前頭7枚目 3–12        | 東前頭12枚目 2–13           |
| 1968年 （昭和43年） | 西十両5枚目 引退 0–8–7  | x                       | x                       | x                           | x                       | x                           |
| 各欄の数字は、「勝ち-負け-休場」を示す。 優勝 引退 休場 十両 幕下 三賞：敢=敢闘賞、殊=殊勲賞、技=技能賞 その他：★=金星 番付階級：幕内 - 十両 - 幕下 - 三段目 - 序二段 - 序ノ口 幕内序列：横綱 - 大関 - 関脇 - 小結 - 前頭（「#数字」は各位内の序列） |                         |                         |                         |                             |                         |                             |

### 幕内対戦成績
| 浅瀬川 | 2  | 5 | 朝ノ海   | 2  | 0    | 一乃矢 | 4 | 0    | 岩風     | 4    | 4  |  |  |  |
| 宇多川 | 7  | 4 | 追風山   | 6  | 2    | 大晃   | 3 | 6    | 小城ノ花 | 8(1) | 8  |  |  |  |
| 海乃山 | 11 | 9 | 開隆山   | 8  | 5    | 柏戸   | 1 | 9    | 金乃花   | 8    | 9  |  |  |  |
| 北ノ國 | 2  | 0 | 北の冨士 | 4  | 6    | 君錦   | 2 | 2    | 清國     | 1    | 7  |  |  |  |
| 清勢川 | 2  | 2 | 麒麟児   | 5  | 3    | 栗家山 | 1 | 1    | 黒獅子   | 1    | 1  |  |  |  |
| 高鉄山 | 3  | 6 | 琴ヶ濱   | 2  | 0    | 琴櫻   | 5 | 9    | 佐田の山 | 2    | 15 |  |  |  |
| 大豪   | 5  | 7 | 大心     | 2  | 1    | 大鵬   | 3 | 10   | 大文字   | 1    | 1  |  |  |  |
| 大雄   | 2  | 2 | 玉嵐     | 3  | 1    | 玉乃島 | 1 | 6(1) | 常錦     | 8    | 4  |  |  |  |
| 鶴ヶ嶺 | 4  | 1 | 出羽錦   | 4  | 6    | 天水山 | 0 | 1    | 戸田     | 2    | 1  |  |  |  |
| 栃東   | 1  | 1 | 栃王山   | 5  | 4    | 栃ノ海 | 3 | 9    | 栃光     | 4    | 8  |  |  |  |
| 成山   | 1  | 0 | 羽黒川   | 0  | 1    | 長谷川 | 5 | 6    | 花光     | 3    | 2  |  |  |  |
| 廣川   | 10 | 9 | 福の花   | 2  | 4    | 房錦   | 9 | 5    | 富士錦   | 6    | 11 |  |  |  |
| 藤ノ川 | 0  | 4 | 二子岳   | 1  | 2    | 前田川 | 8 | 6    | 前の山   | 2    | 2  |  |  |  |
| 松登   | 0  | 1 | 松前山   | 1  | 1    | 禊鳳   | 4 | 2    | 宮柱     | 1    | 1  |  |  |  |
| 明武谷 | 6  | 9 | 義ノ花   | 1  | 6    | 芳野嶺 | 0 | 1    | 若駒     | 1    | 0  |  |  |  |
| 若秩父 | 5  | 7 | 若天龍   | 12 | 3    | 若浪   | 3 | 5    | 若鳴門   | 6    | 5  |  |  |  |
| 若ノ海 | 4  | 5 | 若ノ國   | 6  | 1(1) | 若乃洲 | 1 | 0    | 若羽黒   | 1    | 0  |  |  |  |
| 若二瀬 | 1  | 1 | 若前田   | 2  | 6    | 若見山 | 2 | 6    | 若吉葉   | 1    | 1  |  |  |  |

## 改名歴
- 大塚 範（おおつか すすむ、1960年5月場所-1961年9月場所）
- 豊國 範（とよくに すすむ、1961年11月場所-1968年1月場所）